# Martin Kirkeberg Mørk
Martin Kirkeberg Mørk (* 16. Januar 2001) ist ein norwegischer Skilangläufer.

## Werdegang
Mørk, der für den Drammens BK startet, wurde im Jahr 2018 norwegischer U17-Meister über 10 km klassisch und 10 km Freistil und nahm bis 2021 an Juniorenrennen teil. Dabei gewann er beim Europäischen Olympischen Winter-Jugendfestival 2019 in Sarajevo die Goldmedaille über 7,5 km Freistil und mit der Staffel. Zudem kam er dort auf den 19. Platz im Sprint und auf den sechsten Rang über 10 km klassisch. Bei den Junioren-Skiweltmeisterschaften 2020 in Oberwiesenthal wurde er Zehnter mit der Staffel sowie Sechster über 10 km klassisch und holte im 30-km-Massenstartrennen die Bronzemedaille. Im folgenden Jahr errang er bei den Junioren-Skiweltmeisterschaften in Vuokatti den zehnten Platz im 30-km-Massenstartrennen und gewann mit der Staffel sowie über 10 km Freistil jeweils die Goldmedaille. In der Saison 2021/22 nahm er in Lillehammer erstmals am Weltcup teil, wobei er auf den 33. Platz über 15 km Freistil kam und startete in Beitostølen erstmals im Scandinavian-Cup, wobei er die Plätze 13 und zwei über 15 km errang. Bei den U23-Weltmeisterschaften 2022 in Lygna lief er auf den 38. Platz über 15 km klassisch. In der folgenden Saison holte er in Oslo mit dem 22. Platz im 50-km-Massenstartrennen seine ersten Weltcuppunkte und kam beim Scandinavian-Cup in Falun mit dem dritten Platz über 10 km Freistil erneut aufs Podest. Bei den U23-Weltmeisterschaften 2023 in Whistler gewann er die Goldmedaille über 10 km Freistil. Nach zwei Top-Zehn-Platzierungen bei FIS-Rennen zu Beginn der Saison 2023/24, kam er beim Weltcup in Trondheim mit dem Plätzen 13 und 12 erneut in die Punkteränge.

## Siege bei Continental-Cup-Rennen
| Nr. | Datum           | Ort   | Disziplin      | Serie            |
| --- | --------------- | ----- | -------------- | ---------------- |
| 1.  | 10. Januar 2025 | Falun | 10 km Freistil | Scandinavian-Cup |